# Swedol
Swedol AB är ett svenskt handelsföretag som bland annat säljer verktyg, maskiner, arbetskläder och skyddsutrustning via webbshop och i cirka 100 egna butiker i Sverige, Norge, Finland och Estland under namnen Swedol, Grolls, Univern (Norge) och Nima. Målgrupp är främst den professionella användaren, såväl i små som stora företag. 
Företaget har sitt säte i Tyresö och ägs sedan 2020 av Momentum Group. Swedol hade 2019 drygt 1.000 anställda och omsatte 2018 omkring 3 200 Mkr
År 2016 förvärvade Swedol Björnkläder Intressenter AB, en ledande nordisk specialist inom arbetskläder och personligt skydd med yrkesbutikskedjorna Grolls i Sverige, Finland och Estland samt Univern i Norge. Därefter har nya förvärv gjorts, bland annat av finska företagen Duunivaruste (2018) och Metaplan Oy (2018).

## Historik
- 1963 Hydraulprodukter grundades. Företaget säljer via telefonförsäljning med några få anställda endast slangar och kopplingar till skogsentreprenörer på postorder.
- 1989 Hydraulprodukter Swedol AB bygger kontor och egen lagerbyggnad på 1600 kvadratmeter i Tyresö utanför Stockholm.
- 1995 Öppnades första butiken i fastigheten i Tyresö kommun. Företaget har breddat sortimentet med produkter inom järnhandel och fordonstillbehör för proffsen inom bygg-, entreprenad-, åkeri- och industrisektorn. En stor tillbyggnad görs som ökar lagret till ca 4000 kvadratmeter.
- 1999 öppnades en butik i Sollentuna och 2001 en i Hudiksvall. Från 2002 fortsätter öppnandet av butiker, ofta flera varje år.
- 2012 förvärvades Nima Maskinteknik, med kundgrupper inom lantbruk, skogsbruk och industri. Ett nytt och modernt logistikcenter öppnades i Örebro.
- 2013 Swedol genomgick en förändring med tydligare inriktning mot proffsmarknaden samt anpassning av sortiment och försäljningskanaler gentemot fyra kundsegment. En ny visuell identitet lanseras.
- 2016 Swedol förvärvade Björnkläder Intressenter AB (”Grolls”), en nordisk specialist inom arbetskläder och personligt skydd med yrkesbutikskedjorna Grolls i Sverige, Finland och Estland samt Univern i Norge. Vid årets slut hade Swedolkoncernen totalt 99 butiker: 76 i Sverige, 18 i Norge, fyra i Finland och en i Estland.
- Under 2017 och 2018 har ett antal butiker i främst Sverige flyttats till nyare lokaler i bättre lägen. Dessutom har butikskedjan Grolls etablerats på ett antal nya orter genom det nya butikskonceptet  ”Shop in shop”, där Grolls utgör en del i en Swedol-butik.
- Swedol köptes av Momentum Greoup och avnoterades från Stockholmsbörsen i april 2020.[1] Aktien hade noterats 2006 på First North och flyttades 2008 till Stockholmsbörsen.